# Zichy Henrik (főispán)
Zichy Henrik (Pozsony, 1812. november 4. – Füles, 1892. június 26.) gróf, császári és királyi kamarás, főispán, országgyűlési képviselő, valóságos belső titkos tanácsos és a főrendiház tagja.

## Élete
Zichy Károly gróf volt Moson megyei főispánnak, főkamarásnak és tolnai gr. Festetich Juliának fia. Az anyai nagyszülei gróf tolnai Festetics György (1755–1819), földbirtokos, a keszthelyi Georgikon alapítója és jakabházi Sallér Judit (1766–1829) voltak. Bátyja Hermann grófnak, a volt udvari kancellárnak. Tanulmányai befejeztével egy ideig mint Moson vármegye első alispánja szerepelt. 1842-ben táblai bíró, utóbb Moson vármegye főispánja lett, mely állását a magyar kormány alatt is megtartotta 1849-ig. Ez időtől fogva kiválóan gazdaságának élt; részt vett több magyar vállalatban és az osztrák magyar államvasút igazgató tanácsosa volt, ez állásáról azonban lemondott. A főrendiház ülésein 1861-től élénk részt vett és a polgári házasság, valamint a főrendiházi reform tárgyalásakor felszólalt. Tagja volt a közgazdasági, pénzügyi, a függő államadósságokat ellenőrző bizottságoknak és a delegációnak. Már 1836-ban nyerte a kamarási méltóságot, 1866-ban pedig a valóságos belső titkos tanácsosi méltósággal tüntette ki Ferenc József. Neje Meskó Irén báróné volt. A Magyar Történelmi Társulatnak alapító tagja volt.
Cikkei: Magyarország anyagi érdekei (folyóirat) (1865. Észrevételek a javított vámtarifaterv némely pontjára.); Gazdasági L. (1869. 46. A stockholmi gazdasági kiállítás.)

## Munkája
- Mélt. Vásonkeői gróf Zichy Henrik úrnak, ns. Mosony vármegye főispáni székébe 1845. évi sz. Iván hava 18-án tartatott beiktatása alkalmával a megye rendeihez intézett